# 韋瑞珍
韋瑞珍 MLA（？—），加拿大政治人物，2020年起以卑詩新民主黨黨員身份擔任卑詩省議會議員，先後代表新西敏選區和新西敏—高貴林選區，同年起任職卑詩省內閣廳長，現為該省勞工廳長。

## 生平
韋瑞珍於卑詩省新西敏土生土長，一度就讀於該市的新西敏中學，後轉學至本拿比南中學，畢業後先往道格拉斯學院進修，後於西門菲沙大學攻讀歷史並取得學士學位。她其後投身勞工運動，先後於卑詩省醫院僱員工會、加拿大公共僱員工會和魁北克省社會服務協會等機構任職研究員，2015年則返回卑詩省醫院僱員工會出任書記兼商業經理，職務包括該會首席發言人及談判員。
卑詩省議會新西敏選區議員達爾茜（Judy Darcy）宣布不會於2020年省選尋求連任後，韋瑞珍取得該選區的卑詩新民主黨候選人提名，並於同年10月24日省選中以60%得票率當選該區省議員。新民主黨在該屆省選贏取多數政府，韋瑞珍獲省長賀謹任命為教育廳長。尹大衛接替賀謹出任省長後，於2022年12月7日委派韋瑞珍出任精神健康及癖癮廳長。
新西敏選區在2024年省選前解散，韋瑞珍於新設的新西敏—高貴林選區連任省議員，在同年11月公布的尹大衛內閣中改任勞工廳長。

## 外部連結
- （英文）卑詩省議會網站 韋瑞珍議員簡介 （页面存档备份，存于）